# Cantone di Mondoubleau
Il Cantone di Mondoubleau era una divisione amministrativa dell'arrondissement di Vendôme.
È stato soppresso a seguito della riforma complessiva dei cantoni del 2014, che è entrata in vigore con le elezioni dipartimentali del 2015.
Comprendeva i comuni di:
- Arville
- Baillou
- Beauchêne
- Choue
- Cormenon
- Mondoubleau
- Oigny
- Le Plessis-Dorin
- Saint-Agil
- Saint-Avit
- Saint-Marc-du-Cor
- Sargé-sur-Braye
- Souday
- Le Temple